# Élection de Miss Excellence France 2024
L’élection de Miss Excellence France 2024 est la sixième élection du Comité Miss Excellence France qui s’est déroulée à Aix-les-Bains le 27 avril 2024.
Manon Lassus succède à Laura Hérault, Miss Excellence Ile de France 2022 et Miss Excellence France 2023.

## Classement final
| Résultat Final   | Candidate |
| ---------------- | --- |
| Miss France 2025 | Miss Excellence Franche-Comté - Manon Lassus |
| 1re dauphine     | Miss Excellence Réunion - Ava Dijoux |
| 2e dauphine      | Miss Excellence Nord - Marine Swiderski |
| 3e dauphine      | Miss Excellence Poitou-Charentes - Nolwenn Leblanc |
| 4e dauphine      | Miss Excellence Loire-Forez - Mélissa Donnet |
| Top 12           | Miss Excellence Alsace - Emeline Champel Miss Excellence Aquitaine - Elina Vienat Miss Excellence Champagne-Ardenne - Marion Monard Miss Excellence Languedoc-Roussillon - Jade Carle Froidevaux Miss Excellence Lorraine - Juliette Quievreux Miss Excellence Pays de Savoie - Méline Bidois Miss Excellence Picardie - Maëva Terryn |

## Candidates
L'élection a lieu le 27 avril 2024 pour départager 22 candidates.
| Région                               | Nom                   | Âge    | Taille | Résidence              |
| ------------------------------------ | --------------------- | ------ | ------ | ---------------------- |
| Miss Excellence Alsace               | Emeline Champel       | 22 ans | 1,71 m | Châtenois              |
| Miss Excellence Aquitaine            | Elina Vienat          | 18 ans | 1,76 m | Sainte-Eulalie-en-Born |
| Miss Excellence Auvergne             | Kélyane Perrin        | 19 ans | 1,69 m | Malvalette             |
| Miss Excellence Bretagne             | Maëva Dubois          | 23 ans | 1,69 m | Rennes                 |
| Miss Excellence Champagne Ardenne    | Marion Monard         | 21 ans | 1,70 m | Vrigne-aux-Bois        |
| Miss Excellence Corse                | Manon Chicheportiche  | 22 ans | 1,68 m | Borgo                  |
| Miss Excellence Franche-Comté        | Manon Lassus          | 24 ans | 1,73 m | Évette-Salbert         |
| Miss Excellence Île-de-France        | Elsa Delaunary        | 23 ans | 1,73 m | Montsoult              |
| Miss Excellence Languedoc-Roussillon | Jade Carle Froidevaux | 19 ans | 1,74 m | Aigues-Vives           |
| Miss Excellence Loire-Forez          | Mélissa Donnet        | 20 ans | 1,72 m | Saint-Jean-Bonnefonds  |
| Miss Excellence Lorraine             | Juliette Quievreux    | 19 ans | 1,68 m | Malling                |
| Miss Excellence Mayotte              | Nourya Aboutoihi      | 22 ans | 1,73 m | Mayotte                |
| Miss Excellence Nord                 | Marine Swiderski      | 23 ans | 1,74 m | Valenciennes           |
| Miss Excellence Normandie            | Laurine Massamba      | 26 ans | 1,71 m | Conches-en-Ouche       |
| Miss Excellence Pas-de-Calais        | Flavie Nicaise        | 21 ans | 1,72 m | Hautmont               |
| Miss Excellence Pays de Loire        | Ely Pottier           | 18 ans | 1,85 m | Ballots                |
| Miss Excellence Pays de Savoie       | Méline Bidois         | 22 ans | 1,74 m | Thonon-les-Bains       |
| Miss Excellence Picardie             | Maëva Terryn          | 26 ans | 1,71 m | Saint-Quentin          |
| Miss Excellence Poitou-Charentes     | Nolwenn Leblanc       | 22 ans | 1,68 m | Villedoux              |
| Miss Excellence Provence-Côte d'Azur | Océane Jacob          | 22 ans | 1,68 m | Bras                   |
| Miss Excellence Réunion              | Ava Dijoux            | 18 ans | 1,73 m | Saint-Pierre           |
| Miss Excellence Rhône-Alpes          | Marion Dougère        | 21 ans | 1,69 m | Luzinay                |

## Déroulement de la cérémonie[7]
La cérémonie est présentée pour la sixième année consécutive par Philippe Risoli.
Elle est retransmise à la télévision en direct sur TL7 et Mayotte 1ère et en différé sur 8 Mont-Blanc, Télé Grenoble et Télé Paese.

### Jury
Le jury est composé de huit personnalités 
- Nicoletta: chanteuse
- Mathieu Johann : chanteur
- Évelyne Dress: actrice
- Marie Myriam : chanteuse
- Ahmed Mouici : chanteur
- Pablo Villafranca: chanteur
- Sloane : chanteuse
- Bébert, chanteur